# Australische griel
De Australische griel (Burhinus grallarius) is een vogel die behoort tot de familie van grielen (Burhinidae). Het is een endemische vogelsoort van Australië.
Deze vogelsoort moet niet verward worden met de rifgriel (Esacus magnirostris) die ook wel de Nederlandse naam Australische griel wordt gegeven en onder meer aan de kust van Australië voorkomt.

## Beschrijving
De Australische griel is een typische griel die zowel op de borst als op de rug bruingrijs met een donker streepjespatroon. Hiermee verschilt hij van de rifgriel die daar egaal is. Verder heeft de Australische griel een minder zware snavel en is de zwart-wittekening op de kop minder uitgesproken. De Australische griel heeft een lengte van 55 tot 58 cm, zo groot als de rifgriel, maar de poten zijn slanker.

## Voorkomen
Deze griel komt verspreid door heel Australië voor in half open bosgebieden waar de bodem met bladeren en takken is bedekt, kustgebieden met struikgewas, mangrove, aangeplante bossen, boomgaarden en golfbanen. De Australische griel wordt ook gezien in het zuiden van Nieuw-Guinea.

## Status
De Australische griel is in het zuiden van Australië sterk in aantal afgenomen, maar komt in het noorden nog vrij algemeen voor. De populatie werd in 2011 geschat op 10-15 duizend volwassen vogels. Dit aantal neemt mogelijk nog af. Echter, het tempo ligt onder de 30% in tien jaar (minder dan 3,5% per jaar), daarom kwalificeert de Australische griel zich als niet bedreigde vogelsoort.

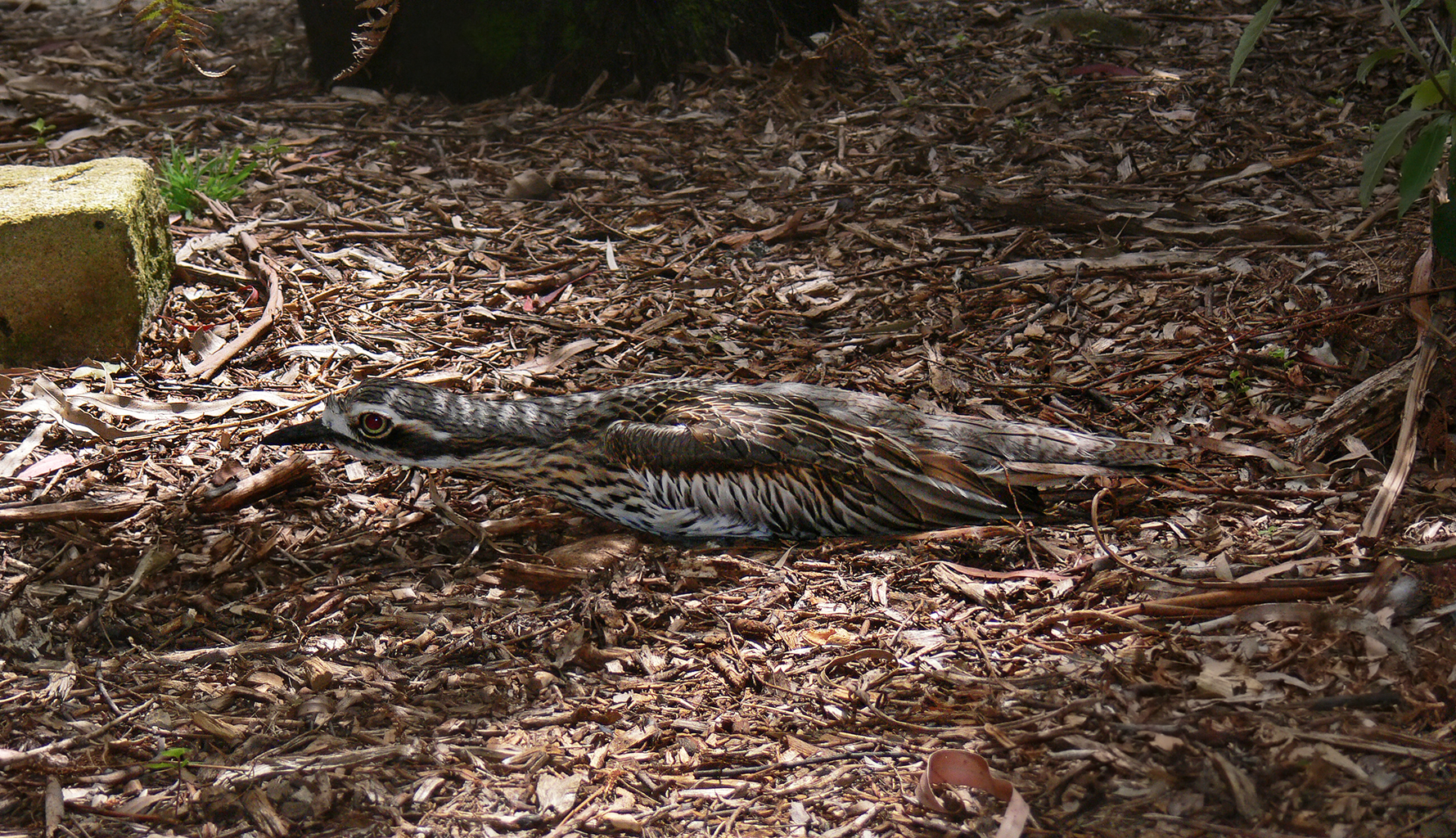
Camouflagehouding
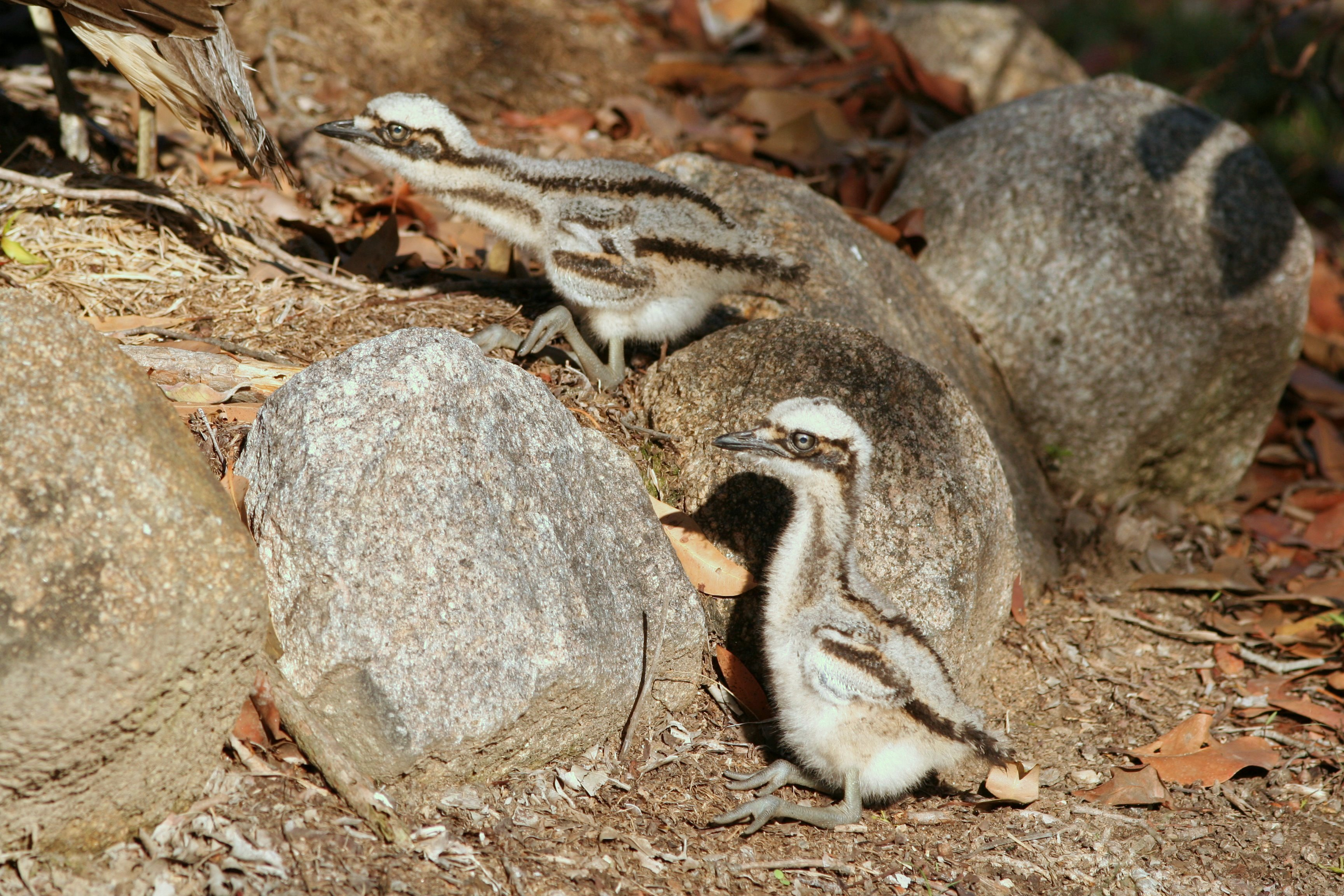
Kuikens
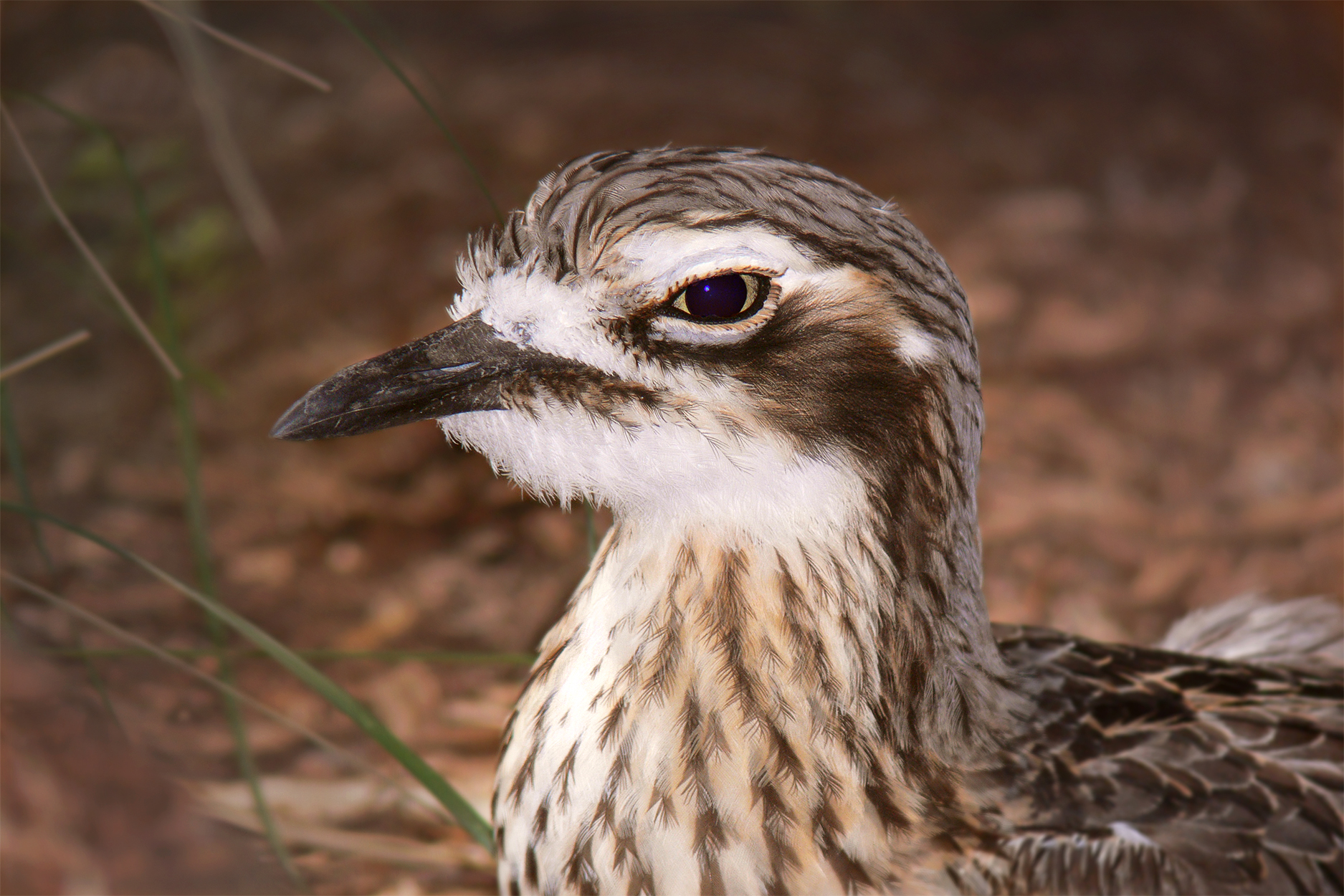
Koptekening bij volwassen vogel
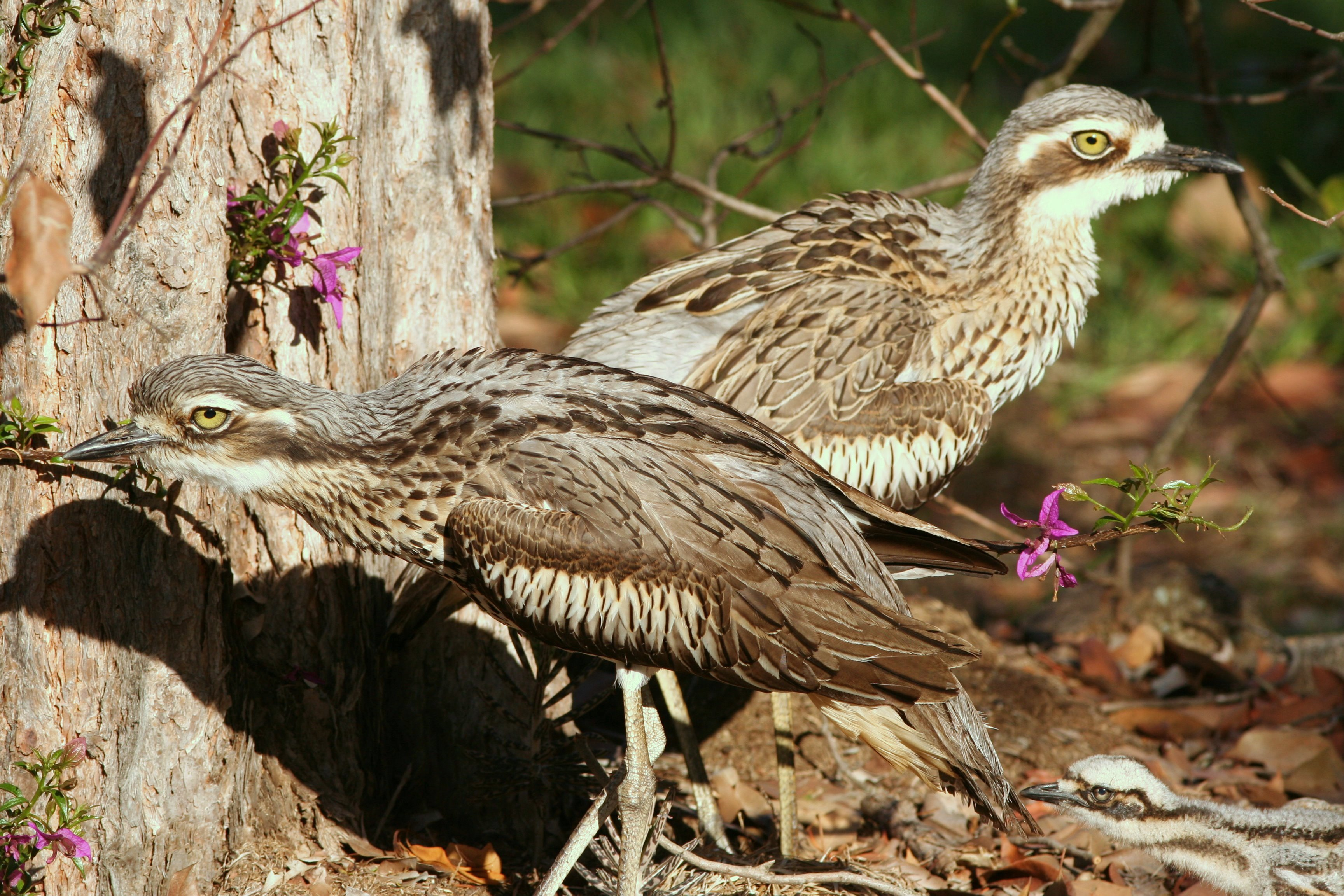
Paar
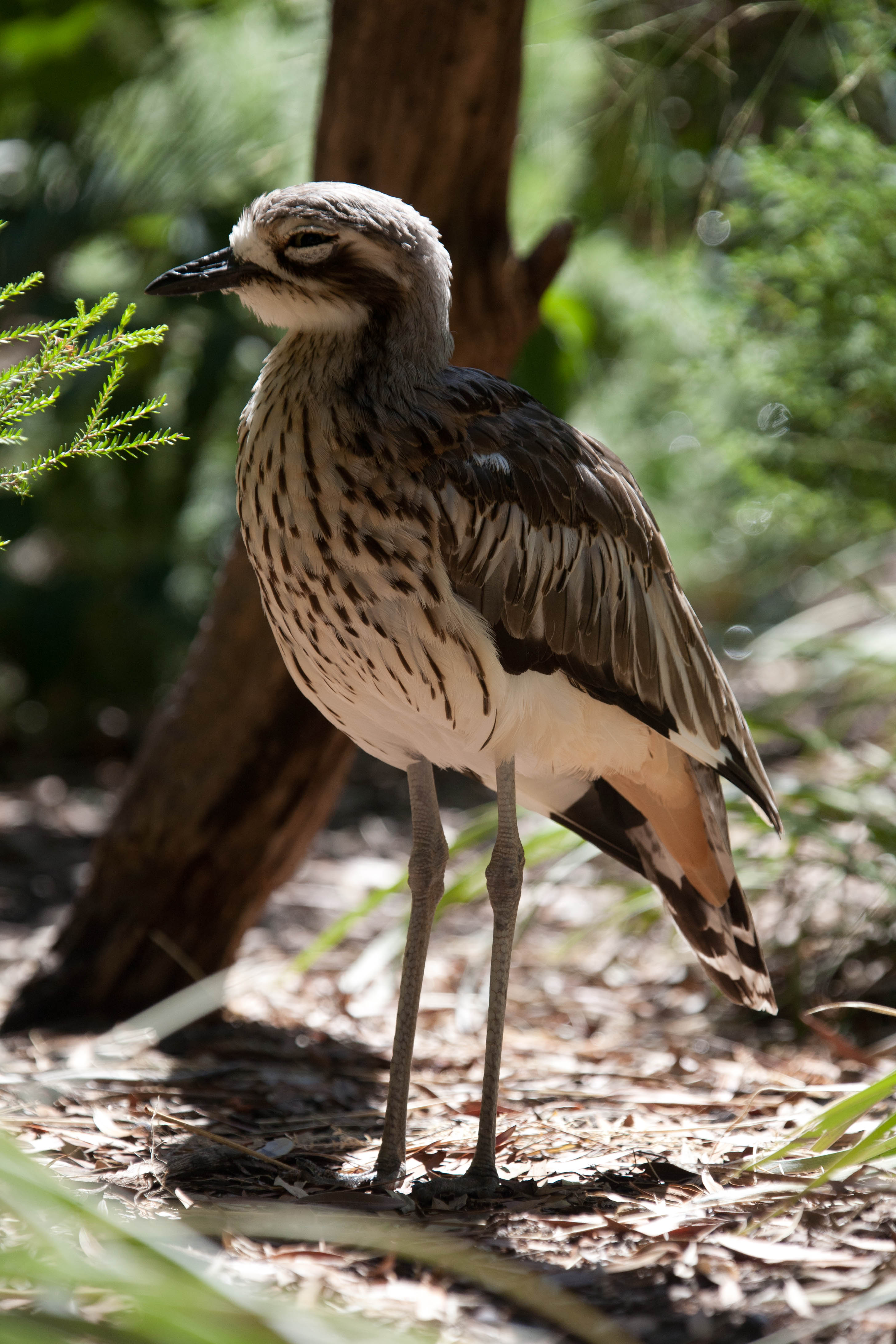
In Dierentuin van Perth (Peth Zoo)